# Helle Trevino
Helle Trevino (Sønderborg, 9 de julio de 1975) es una culturista profesional danesa asentada en los Estados Unidos.

## Primeros años y educación
Helle Trevino (nombre profesional de Helle Nielsen) nació y creció en la zona rural de Sønderborg, en Dinamarca. Creció en una granja. Se especializó en inglés y alemán en la universidad. Después siguió su camino en la industria del fitness, donde realizó varios exámenes en el campo de la nutrición y el entrenamiento.

## Carrera en el culturismo

### Amateur
Trevino fue gimnasta desde los 3 años y compitió en otros deportes, como bailes de salón, natación, atletismo, lanzamiento de peso, artes marciales, equitación, boxeo, ciclismo, ballet y yoga. Al cumplir 17 años, se apuntó a un gimnasio y comenzó a entrenar bastantes días. Cuando empezó, pesaba 58 kg y en un año de entrenamiento había aumentado 13 kg. En su página web dice que enseguida se dio cuenta de que tenía una genética estupenda para el culturismo.
Más tarde empezó a competir. Participó en los campeonatos daneses de Herning. A los 22 años, ganó en las categorías de peso pesado y general en los nacionales daneses de 1998, su primera competición. También ganó el título general y de peso pesado en los Campeonatos Escandinavos del mismo año. En 1999 compitió en el Campeonato del Mundo de Australia.

### Profesional
2003-2010
Trevino se convirtió en la primera culturista profesional de Dinamarca desde Lisser Frost-Larsen, que había competido por última vez en 1984. En su debut profesional, ganó el peso pesado y la general en el Jan Tana Classic. Unos meses después, quedó quinta en los pesos pesados en el Ms. Olympia.
2011 en adelante
Después de pasar unos años construyendo su negocio de entrenamiento personal, Trevino en 2011 ganó el show profesional FIBO y se colocó en el puesto 11 en el Ms. Olympia 2011. Al año siguiente bajó un puesto, hasta el duodécimo puesto, en el mismo campeonato. En 2012, se trasladó de Dinamarca a California (Estados Unidos), para entrenar en el Gold's Gym de Venice, en la ciudad de Los Ángeles.

### Historial competitivo
- 1998 - Danish Championships – 1º puesto (HW y Overall)
- 1998 - Scandinavian Championships – 1º puesto (HW y Overall)
- 1999 - World Amateur Championships – 10º puesto (HW)
- 2003 - IFBB Jan Tana Classic – 1º puesto (HW y Overall)
- 2003 - IFBB Ms. Olympia – 5º puesto (HW)
- 2011 - IFBB FIBO Power Pro Germany – 1º puesto
- 2011 - IFBB Ms. Olympia – 14º puesto
- 2012 - IFBB Europa Battle of Champions Hartford – 9º puesto
- 2012 - IFBB WOS Chicago Pro-Am Extravaganza – 2º puesto
- 2012 - IFBB Ms. Olympia –12º puesto
- 2013 - IFBB PBW Tampa Pro – 5º puesto
- 2014 - IFBB Omaha Pro – 7º puesto
- 2015 - IFBB WOS Chicago Pro – 1º puesto
- 2015 - IFBB Pro League WOS Rising Phoenix Pro Women's Bodybuilding – 2º puesto
- 2016 - IFBB Pro League WOS Rising Phoenix Pro Women's Bodybuilding – 4º puesto
- 2017 - IFBB Pro League WOS Rising Phoenix Pro Women's Bodybuilding – 1º puesto
- 2018 - IFBB Pro League WOS Rising Phoenix Pro Women's Bodybuilding – 5º puesto
- 2019 - Tampa Pro – 1º puesto
- 2019 - IFBB Pro League WOS Rising Phoenix Pro Women's Bodybuilding – 1º puesto
- 2020 - IFBB Pro League WOS Rising Phoenix Pro Women's Bodybuilding - 2º puesto
- 2020 - IFBB WOS Ms. Olympia - 3º puesto
- 2021 - IFBB Pro League WOS Rising Phoenix Pro Women's Bodybuilding - 2º puesto
- 2021 - IFBB WOS Ms. Olympia - 2º puesto[4][6][7][8]

## Vida personal
En 2014, Trevino se trasladó hasta Los Ángeles (California), trabajando como entrenadora personal. Habla danés, inglés y alemán. Trabajó como cuidadora de discapacitados durante 15 años. En 2008, se convirtió en la directora general y fundadora de la empresa Team Evolution.
Fuera de la parcela deportiva, Trevino también ha destacado por realizar sesiones como modelo erótica y por crear contenido para adultos en plataformas como Onlyfans.